# Nevado Huascarán
Der Nevado Huascarán (Quechua: Waskaran) liegt in der Cordillera Blanca in den Anden und ist mit einer Höhe von 6768 m der höchste Berg Perus und der vierthöchste Berg Südamerikas. Der Nevado Huascarán liegt im Nationalpark Huascarán. Der Berg besteht aus zwei Gipfeln, dem Huascarán Sur (6768 m) und dem Huascarán Norte (6655 m, (⊙)).
Der Huascarán ist im Osten mit dem Chopicalqui (6354 m) topographisch verbunden.

## Geschichte
Der Huascarán Norte wurde 1908 durch die Zermatter Bergführer Gabriel Zumtaugwald und Rudolf Taugwalder sowie die US-Amerikanerin Annie Smith Peck erstmals bestiegen. Peck hatte für den Huascarán Norte eine Höhe von 24.000 Fuß (7315 m) errechnet (660 m zu viel). Sie hielt sich, bis der Irrtum aufgeklärt wurde, für die Halterin des Höhenrekords der Frauen.
1932 gelang einer von Philipp Borchers geleiteten deutsch-österreichischen Expedition die Erstbesteigung des Huascarán Sur. Neben Borchers erreichten Erwin Schneider, Wilhelm Bernard, Hermann Hoerlin und Erwin Hein den Gipfel.
Vom Nordgipfel des Huascarán brachen am 10. Januar 1962 gewaltige Fels- und Eismassen ab. Mit einer Geschwindigkeit von etwa 120 km/h wälzten sie sich zu Tal. Mehrere Orte wurden von der Gerölllawine überrollt. Schätzungen über die Zahl der Opfer bewegten sich zwischen 2000 und 4000 Menschen.
Am 31. Mai 1970 ereignete sich nach einem Erdbeben der Stärke 7,9 auf der Momenten-Magnituden-Skala an der Nordwestflanke ein gigantischer Bergsturz, der die Stadt Yungay (9° 9′ 1″ S, 77° 44′ 12″ W) vernichtete und ca. 20.000 Einwohner das Leben kostete. Bei diesem Bergsturz wurde auch das Basislager einer 15-köpfigen tschechoslowakischen Bergsteigermannschaft unter meterhohen Geröllmassen begraben.

## Besonderheiten
Gemäß einer Messung von 2013 ist die Erdbeschleunigung auf dem Gipfel des Nevado Huascarán mit nur 9,7639 m/s² weltweit am geringsten.

## Trivia
1989 hat eine Gruppe von acht Amateur-Bergsteigern (the Social Climbers) auf dem Gipfel des Berges ein kultiviertes Picknick veranstaltet, das als the world’s highest dinner party in die Ausgabe 1990 des Guinness-Buchs der Rekorde aufgenommen wurde.